# Bisdom Kenema

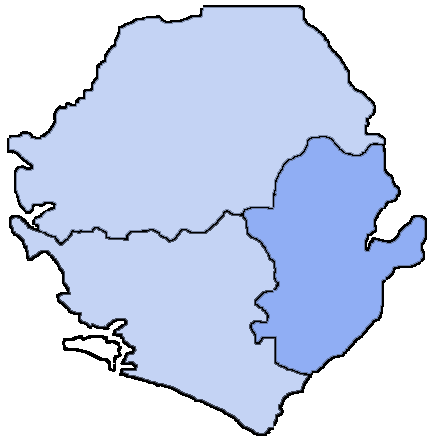
Bisdom Kenema in Sierra Leone

Het bisdom Kenema (Latijn: Dioecesis Kenemaensis) is een rooms-katholiek bisdom met als zetel Kenema, de hoofdstad van de provincie Eastern in Sierra Leone. Het bisdom is suffragaan aan het aartsbisdom Freetown.

## Geschiedenis
Het bisdom werd opgericht op 11 november 1970, uit grondgebied van het bisdom Freetown en Bo. 

## Parochies
In 2019 telde het bisdom 16 parochies. Het bisdom had in 2019 een oppervlakte van 15.710 km² en telde 1.622.300 inwoners waarvan 5,9% rooms-katholiek was.

## Bisschoppen
- Joseph Henry Ganda (11 november 1970 - 4 september 1980)
- John Christopher O’Riordan (4 juni 1984 - 26 april 2002)
- Patrick Daniel Koroma (26 april 2002 - 14 december 2018)
- Henry Aruna (26 januari 2019 - heden)